# Ивановский район (Одесская область)
Ивановский район (укр. Іванівський район; до 1946 года — Яновский (Тарасо-Шевченковский)) — ликвидированная административная единица на востоке Одесской области Украины. Административным центром являлся посёлок городского типа — Ивановка.
Район ликвидирован 17 июля 2020 года в рамках административно-территориальной реформы на Украине. Территория района вошла в состав укрупнённого Березовского района.

## География
По территории района протекала река Большой Куяльник.

## История
Район упразднён 30 декабря 1962 года, восстановлен 8 декабря 1966 года.

## Население
Численность населения района — 26 015 человек, из них городского населения — 8 593 человека, сельского — 17 422 человека.

## Административное устройство
Количество советов:
- поселковых — 3
- сельских — 10

Количество населённых пунктов:
- поселков городского типа — 3
- сёл — 43

## Транспорт
Через район проходила автомагистраль М-05 Е95 Киев—Одесса и железная дорога Мигаево—Ротово и Одесса—Колосовка. Проселочные и местные автодороги соединяли Ивановский район с многими населенными пунктами Одесской области.

## Известные уроженцы
Беспалько Иван Игнатьевич (1924—1993) — полный кавалер Ордена Славы, командир отделения 172-го гвардейского стрелкового полка. Родился в с. Павлинка.